# 530-539
De jaren 530-539 (van de christelijke jaartelling) zijn een decennium in de 6e eeuw.

## Belangrijke gebeurtenissen
- 531 : De Franken veroveren het Thuringse koninkrijk.
- 532 : Nika-oproer. In Constantinopel barst een opstand los, daarbij vallen 30.000 doden.
- 532 : Keizer Justinianus I sluit met de Sassanidische koning Khusro I Eeuwige vrede.
- 533 : De Vandaalse Oorlog (533-534) betekent het einde van het Vandaalse Rijk.
- 534: Na de nederlaag van Gundomar II tegen Chlotarius I en Childebert I in 534 wordt het voormalige koninkrijk der Bourgondiërs een deel van het Frankische Rijk.
- 534 : De prefectuur Africa wordt gecreëerd.
- 535 : Begin van de Gotische Oorlog (535-554). De moord op koningin Amalasuntha is de aanzet.
- 535-536 : Extreme weersomstandigheden.
- 537 : De Gepiden veroveren Sirmium, de hoofdplaats van de prefectuur Illyricum.
- 538-539 : Beleg van Milaan. De Ostrogoten doden de volledige mannelijke bevolking van Milaan. De vrouwen worden als slaven verkocht.

### Godsdienst
- Medardus wordt In 530 gewijd tot bisschop van Vermand. De bisschopszetel wordt in 531 verplaatst naar Noyon, wat beter verdedigbaar is. Het bisdom Doornik wordt in hetzelfde jaar bij dat van Noyon gevoegd.
- 532 : Het begin van Dionysius Exiguus' paastabel.
- 536 : Paus Agapitus I, met steun van keizer Justinianus, laat de patriarch van Constantinopel Anthimus I afzetten. Anthimus volgde het standpunt van Severus van Antiochië over de Christologie, de discussies tussen chalcedoniërs, het monofysitisme en het miafysitisme. Justinianus veroordeelt Severus en beveelt dat alle werken van Severus verbrand moeten worden. Bij wie betrapt wordt op het bezitten van een werk van Severus wordt de rechterhand afgehakt.

## Kunst en cultuur

### Architectuur
- Tussen 532 en 537 wordt door keizer Justinianus de Hagia Sophia gebouwd in Constantinopel.

## Heersers

### Europa
- Bourgondië: Gundomar II (524-534)
- Byzantijnse Rijk: Justinianus I (527-565)
- Essex: Æscwine (ca. 527-587)
- Franken:
  - Soissons: Chlotharius I (511-561)
  - Parijs: Childebert I (511-558)
  - Reims: Theuderik I (511-534), Theudebert I (534-548)
- Gwynedd: Maelgwn (ca. 520-547)
- Kent: Octa (516-540)
- Longobarden: Wacho (ca. 510-539), Walthari (539-546)
- Ostrogoten: Athalarik (526-534), Theodahad (534-536), Witiges (536-540)
- Vandalen: Hilderik (523-530), Gelimer (530-534)
- Visigoten: Amalarik (526-531), Theudis (531-548)

### Azië
- China
  - Noordelijke Wei: Beiwei Xiaozhuangdi (528-531), Beiwei Jiemindi (531-532), Beiwei Xiaowudi (532-535)
  - Oostelijke Wei: Xiaojingdi (534-550)
  - Westelijke Wei: Xiwei Wendi (535-551)
  - Liang: Liang Wudi (502-549)
- Iberië: Bakoer II (534-547)
- Japan: Keitai (507-531), Ankan (531-536), Senka (536-539), Kimmei (539-571)
- Korea
  - Koguryo: Anjang (519-531), Anwon (531-545)
  - Paekche: Seong (523-554)
  - Silla: Beopheung (514-540)
- Perzië (Sassaniden): Kavad I (488-531), Khusro I (531-579)

### Religie
- paus: Felix III (526-530), Bonifatius II (530-532), Johannes II (533-535), Agapetus I (535-536), Silverius (536-537), Vigilius (537-555)
  - tegenpaus: Dioscorus (530)
- patriarch van Alexandrië (Grieks): Timoteüs IV (517-535), Theodosius I (535-536), Paulus (537-540)
- patriarch van Alexandrië (Koptisch): Timoteüs III (517-535), Theodosius I (535-567)
- patriarch van Antiochië (Grieks): Efremus van Amidië (526-546)
- patriarch van Antiochië (Syrisch): Severus (512-538)
- patriarch van Constantinopel: Epifanius (520-535), Anthimus I (535-536), Mennas (536-552)
- patriarch van Jeruzalem: Petrus (524-552)

<< · 530 · 531 · 532 · 533 · 534 · 535 · 536 · 537 · 538 · 539 · >>
<< · 500-509 · 510-519 · 520-529 · 530-539 · 540-549 · 550-559 · 560-569 · 570-579 · 580-589 · 590-599 · >>